# سفر أعمال برنابا
سفر أعمال برنابا هو سفر مسيحي منحول يدعي أن كاتبه هو يوحنا مرقص [الإنجليزية] المرافق لبولس الطرسوسي، وأنه يكتب رواية برنابا اليهودي القبرصي الذي كان من رجال الكنيسة الأولى في أورشليم؛ وكان المجتمع الرسولي قد رحّب بتحوّل شاؤول بتوصية من برنابا. ويعد هذا السفر واحدًا من ثلاثة أعمال مزيفة ارتبطت باسم برنابا مع رسالة برنابا المكتوبة بين سنتي 70-135 م، وإنجيل برنابا القروسطي.
تُظهر لغة ونهج السفر الكُنسي أنه كُتب في القرن الخامس الميلادي لتقوية مزاعم الأسس الرسولية للكنيسة القبرصية موضع قبر برنابا، وبالتالي استقلاليتها عن بطريركية أنطاكية. وهو ما حدث عندما أعلن مجمع أفسس سنة 431م استقلالية كنيسة قبرص، وأيد ذلك الإمبراطور زينون سنة 488م.

## وصلات خارجية
- Ante-Nicene Fathers, vol. VIII: Acts of Barnabas: The Journeyings and Martyrdom of St. Barnabas the Apostle (نص إلكتروني بالإنجليزية)